# 스쿨 걸스 (음악 그룹)
스쿨 걸스(School Gyrls)는 미국의 걸 그룹으로 첫 멤버는 자스민, 모니카, 맨디였다. 그러나 2008년 11월에 데뷔를 앞두고 있던 상황에서 자스민의 탈퇴로 인해 자크를 영입시켰으며, 11월에 데뷔하였다. 그리고 2010년 정규 음반 School Gyrls으로 데뷔하였다. 그리고 2012년 7월 20일에 그룹 이름을 포에버(FOREVER)로 바꾸었다.

## 경력

### 2008-10: 경력 시작
닉 캐논은 스타캠프에 "The Giggle Club"의 맨디 레인과 "Jam-X Kids"의 자스민과 모니카를 첫 멤버로 선정하였는데 자스민의 솔로 경력을 추구하면서 자크를 데려왔다. 2009년에는 닉 캐논이 제작한 영화 스쿨 걸즈에 닉캐논 소속 그룹인 스쿨 걸즈가 주연을 맡았으며 스쿨 걸즈는 2010년 3월 23일에 정규 앨범인 School Gyrls를 발매하였다. 그리고 새로운 멤버인 사드와 로렌을 영입하였으며, 2010년 12월 3일에는 A Very School Gyrls Holla-Day를 닉켈로디언에서 발매하였으며, 14일에는 틴닉에서도 발매하였다. 이 앨범을 마지막으로 자크와 맨디는 솔로 경력을 추진한다.

### 2011-12: 레인과 파일스 탈퇴 및 새로운 출발
맨디와 자크가 탈퇴하자 스쿨 걸즈는 새로운 멤버 브리타니(브릿)와 나탈리를 영입하였다. 그러나 브릿은 얼마지나지 않아 스쿨걸즈를 탈퇴하고 새로운 걸그룹 돌 페이스에 영입되었다. 그리고 브릿의 자리를 채우기 위해 레이(레이 벨로)를 영입하였다. 스쿨 걸즈는 2012년 닉 캐논과 JYP엔터테인먼트가 공동 제작한 영화 더 원더걸스에 출연하였다. 그리고 원더걸스의 The DJ is Mine의 피쳐링을 맡았으며, 스쿨걸즈의 싱글 앨범에 수록될 곡인 "The Power Goes Out"와 "We Just Got It All"를 영화에 삽입곡으로 넣었다. 그리고 레이 벨로는 스쿨 걸즈를 탈퇴하였다. 스쿨 걸즈는 2012년 7월 20일 놋츠 베리 팜 놀이 공원에서 그룹 이름을 FOREVER로 바꾼 것을 알렸다. 사드는 FOREVER의 싱글 앨범인 Can't Stop This Night의 녹음과 뮤직비디오 촬영을 끝으로 사드는 FOREVER를 탈퇴하였으며, 새로운 힙합그룹 퀸즈(Queenz)에 영입되며, 2012년 11월 14일 모니카의 결정으로 FOREVER는 해체하였다.

### 전 멤버 타임라인
| 멤버＼연도      | 2007 | 2007 | 2007 | 2008 ~ 2009 | 2010 | 2010 | 2011 | 2011 | 2011 | 2012 | 2012 | 2012 | 2012 |
| 멤버＼연도      | 1월  | 7월  | 12월 | 2008 ~ 2009 | 1월  | 12월 | 1월  | 3월  | 9월  | 1월  | 4월  | 8월  | 11월 |
| 모니카 파랄레스 |      |      |      |             |      |      |      |      |      |      |      |      |      |
| 자스민 빌레가스 |      |      |      |             |      |      |      |      |      |      |      |      |      |
| 맨디 레인       |      |      |      |             |      |      |      |      |      |      |      |      |      |
| 자크 파일스     |      |      |      |             |      |      |      |      |      |      |      |      |      |
| 사드 오스틴     |      |      |      |             |      |      |      |      |      |      |      |      |      |
| 로렌 차베즈     |      |      |      |             |      |      |      |      |      |      |      |      |      |
| 브리타니 옥스   |      |      |      |             |      |      |      |      |      |      |      |      |      |
| 나탈리 아구에로 |      |      |      |             |      |      |      |      |      |      |      |      |      |
| 레이 벨로       |      |      |      |             |      |      |      |      |      |      |      |      |      |

## 디스코그래피
- School Gyrls (2010)
- A Very School Gyrls Holla-Day (2010)